# غريدي ليتل
غريدي ليتل (بالإنجليزية: Grady Little)‏ هو لاعب كرة قاعدة أمريكي، ولد في 30 مارس 1950 في أبيلين في الولايات المتحدة.

## وصلات خارجية
- غريدي ليتل على موقعبيزبول رفرنس.كوم (الدوري الثانوي) (الإنجليزية)
- غريدي ليتل على موقع IMDb (الإنجليزية)